# 툼스톤 (1993년 영화)
《툼스톤》(영어: Tombstone)은 1993년에 개봉한 미국의 영화이다.

## 줄거리
1879년, 코치스군 카우보이스로 알려진 빨간 띠를 두른 무법자 갱단의 일원들은 "컬리 빌" 브로셔스의 지휘 아래 멕시코 마을로 말을 타고 들어와 지역 경찰관의 결혼식을 방해한다. 그들은 동료 갱단원 두 명을 살해한 것에 대한 보복으로 모인 경찰관들을 학살한다. 총에 맞기 직전, 한 지역 사제는 그들의 살인과 야만적인 행동이 복수될 것이라고 경고하며, 성경의 묵시록의 4기사를 언급한다.
은퇴한 유명한 치안관 와이어트 어프는 그의 형제들인 버질과 모건과 함께 애리조나주 투손에서 재회하고, 정착하기 위해 툼스톤으로 향한다. 그곳에서 그들은 악화되는 결핵으로 인해 건조한 기후에서 안정을 찾으려는 와이어트의 오랜 친구 독 할리데이를 만난다. 조세핀 마커스와 미스터 패비안도 순회 공연단과 함께 새로 도착한다. 한편, 와이어트의 사실혼 관계의 아내인 매티 블레이록은 아편틴에 의존하게 된다. 와이어트와 그의 형제들은 도박장과 술집의 지분을 통해 이익을 얻기 시작하고, 그곳에서 카우보이들과 첫 대면을 한다.
긴장이 고조되면서 와이어트는 더 이상 법 집행관이 아니지만 마을에서 카우보이들을 제거하는 것을 돕도록 압력을 받는다. 아편 굴을 방문한 후, 컬리 빌은 거리에서 불규칙하게 총을 쏜다. 보안관 프레드 화이트는 그를 무장 해제시키려다 총에 맞아 죽는다. 와이어트는 컬리 빌을 구금하고, 그 카우보이를 린치하려는 폭도와 그를 풀어주려는 몇몇 형제들을 모두 물리친다. 컬리 빌은 재판을 받지만 증인 부족으로 무죄 판결을 받는다. 혼란을 참지 못한 버질은 새 보안관이 되어 도시 경계 내에서 무기 소지를 금지시킨다. 이로 인해 오케이 목장의 결투가 발생하고, 빌리 클랜턴과 맥로리 형제가 사망한다. 버질과 모건은 부상을 입고, 카운티 보안관 조니 비핸이 카우보이들과 연합했음이 분명해진다. 카우보이들의 죽음에 대한 보복으로, 와이어트의 형제들은 매복 공격을 받는다. 모건은 사망하고 버질은 불구자가 된다. 낙담한 와이어트와 그의 가족은 툼스톤을 떠나 기차를 타고, 아이크 클랜턴과 프랭크 스틸웰이 뒤를 바짝 쫓아 매복 공격을 준비한다. 미국 연방보안관으로 임명된 와이어트는 가족이 안전하게 떠나는 것을 확인한 후 암살자들을 기습한다. 그는 스틸웰을 죽이지만 클랜턴은 메시지를 전달하도록 살려준다. 그는 카우보이들을 끝장내기로 맹세한다. 와이어트, 독, 개혁된 카우보이 셔먼 맥마스터스, 텍사스 잭 버밀리언, 터키 크릭 잭 존슨은 복수 대를 결성한다.
와이어트와 그의 무리는 강가 숲에서 카우보이들에게 매복 공격을 받는다. 와이어트는 시냇물로 걸어 들어가 기적적으로 적의 총격을 피하고, 컬리 빌과 그의 부하들을 많이 죽인다. 컬리 빌의 부사령관인 조니 링고가 카우보이들의 새로운 우두머리가 된다. 독의 건강이 악화되자, 일행은 헨리 후커의 목장에서 숙소를 얻는다. 링고는 회담을 빌미로 맥마스터스를 카우보이들의 손아귀로 유인한 다음, (맥마스터스의 시체를 끌고) 와이어트에게 적대 행위를 끝내기 위한 결투를 원한다는 메시지를 보낸다. 와이어트는 동의한다. 와이어트는 결투를 위해 출발하지만, 독이 이미 현장에 도착했다는 것을 모른다. 독은 와이어트를 기다리던 놀란 링고를 마주하고, 그들의 "게임"을 끝내기 위해 결투를 신청하고 링고는 이를 받아들인다 (독과 링고는 툼스톤에서 이미 몇 번의 대치를 벌였으나 결국 중단되었다). 와이어트는 총성을 듣고 달려가지만, 링고를 죽인 독을 만나게 된다. 그들은 클랜턴이 그의 빨간 띠를 포기함으로써 그들의 복수에서 벗어났음에도 불구하고 카우보이들을 제거하는 임무를 완수하기 위해 계속 나아간다. 독은 콜로라도의 요양원으로 보내져 병으로 사망한다. 독의 권유로 와이어트는 새로운 삶을 시작하기 위해 조세핀을 뒤쫓는다. 마지막 나레이션은 카우보이 갱단이 영원히 파괴되었고, 클랜턴은 강도 미수 중 총에 맞아 사망했으며, 매티는 툼스톤을 떠난 직후 약물 과다 복용으로 사망했고, 버질과 앨리 어프는 캘리포니아로 이사하여 버질은 한 팔만 쓸 수 있었음에도 불구하고 법 집행관으로 오랜 경력을 가졌으며, 와이어트와 조세핀은 1929년 로스앤젤레스에서 와이어트가 사망할 때까지 47년 동안 함께 지냈고, 그의 장례식에서 운구자 중에는 윌리엄 S. 하트와 톰 믹스가 있었다고 언급한다.

## 한국판 성우진(KBS)
- 엄주환 - 와이어트 어프(커트 러셀)
- 장세준 - 닥 할러데이(발 킬머)
- 온영삼 - 버질(샘 엘리엇)
- 장광 - 모건(빌 팩스톤)
- 유동현 - 링고(마이클 빈) / 연극배우(빌리 제인)
- 김기현 - 클랜튼(파워스 부스)
- 손정아 - 조세핀(데이나 딜레이니)
- 정옥주 - 케이트(요안나 파추와)
- 윤기황 - 죠니 빈(존 테니)
- 김준 - 클랜튼의 부하(토머스 헤이든 처치) / 국장(테리 오퀸) / 죠니(존 코빗) / 셔먼(마이클 루커)
- 이연희 - 와이어트의 부인(데이너 휠러-니콜슨)
- 유남희 - 버질의 부인(폴라 맬콤슨)
- 장승길 - 연방 보안관(해리 커리 주니어) / 클랜튼의 부하(로버트 존 버크)
- 함수정 - 모건의 부인(리사 콜린스)
- 서광재 - 남자(제이슨 프리스틀리) / 의사(그랜트 제임스)
- 김소형 - 아이크(스티븐 랭) / 술꾼(빌리 밥 손턴) / 후거(찰턴 헤스턴)